# 菲罗忒斯
菲羅忒斯是希臘神話中代表友愛和愛慕的女神。她是黑夜女神妮克絲和黑暗之神厄瑞玻斯的女兒。她也是革剌斯、桑納托斯、厄莉絲、阿帕忒、斯堤克斯和涅墨西斯的姐妹。她在羅馬神話中對應的是阿米希提婭（Amicitia）。